# François-Christophe Kellermann
François Christophe Kellermann eller de Kellermann, född 28 maj 1735 i Strasbourg, död 23 september 1820 i Paris, var en fransk militär, utnämnd till hertig av Valmy 1808 och marskalk av Frankrike 1804. Han var far till generalen François Étienne Kellermann.
Kellermann tog 1750 tjänst vid ett franskt regemente och blev under sjuårskriget befordrad till officer. Vid franska revolutionens utbrott 1789 var han generalmajor, slöt sig med hänförelse till denna och skyddade 1792 i spetsen för Moselle-armén Alsace och Lorraine. Då han emellertid tvangs till återtåg förenade han sig 19 september samma år med Charles François Dumouriez, varefter han följande dag besegrade preussarna i slaget vid Valmy.
I december 1792 fick han befälet över Alp-armén, belägrade 1793 det mot nationalkonventet upproriska Lyon, men fängslades i oktober och befriades först i november 1794 efter skräckväldets fall. Han övertog åter befälet över Alp-armén, men måste 1797 träda tillbaka för Napoleon Bonaparte och förde sedermera endast reservavdelningar.
Napoleon utnämnde honom till senator, marskalk och hertig av Valmy. Likväl slöt Kellermann sig 1814 till restaurationen och blev pär av Frankrike.